# Голливудские копы
«Голливудские копы» (англ. Hollywood Homicide, дословный перевод «Полиция Голливуда. Отдел убийств» ) — комедийный боевик 2003 года режиссёра Рона Шелтона, в главных ролях Харрисон Форд и Джош Хартнетт. В России премьера состоялась 11 сентября 2003 года.

## Сюжет
Два детектива из «убойного отдела» — ветеран Джо Гэвилан, подрабатывающий на стороне продажей недвижимости, и его напарник Кей Си Колден, подрабатывающий инструктором по йоге и мечтающий сделать актёрскую карьеру, — ищут убийцу популярного рэпера. Но их расследованию всё время мешает бывший шеф полиции, который сейчас руководит охраной известного промоутера, являющегося главным подозреваемым.

## В ролях
| Актёр              | Роль                         |
| ------------------ | ---------------------------- |
| Харрисон Форд      | детектив-сержант Джо Гэвилан |
| Джош Хартнетт      | сержант Кей Си Колден        |
| Лена Олин          | Руби                         |
| Брюс Гринвуд       | лейтенант Бенни Мако         |
| Исайя Вашингтон    | Антуан Сартейн               |
| Лолита Давидович   | Клео Рикард                  |
| Кит Дэвид          | Леон                         |
| Master P           | Джулиус Армас                |
| Глэдис Найт        | Оливия Робиду                |
| Лу Даймонд Филлипс | Ванда                        |
| Мередит Скотт Линн | детектив Джексон             |
| Том Тодорофф       | детектив Зино                |
| Джеймс Макдональд  | Дэнни Брум                   |
| Карапт             | Оливер «К-Ро» Робиду         |
| Эрик Айдл          | знаменитость                 |
| Андре Бенджамин    | Силк Браун                   |
| Дуайт Йоакам       | Лерой Васли                  |
| Мартин Ландау      | Джерри Дюран                 |
| Дженнет Маккарди   |                              |